# Catedrala din Benevento

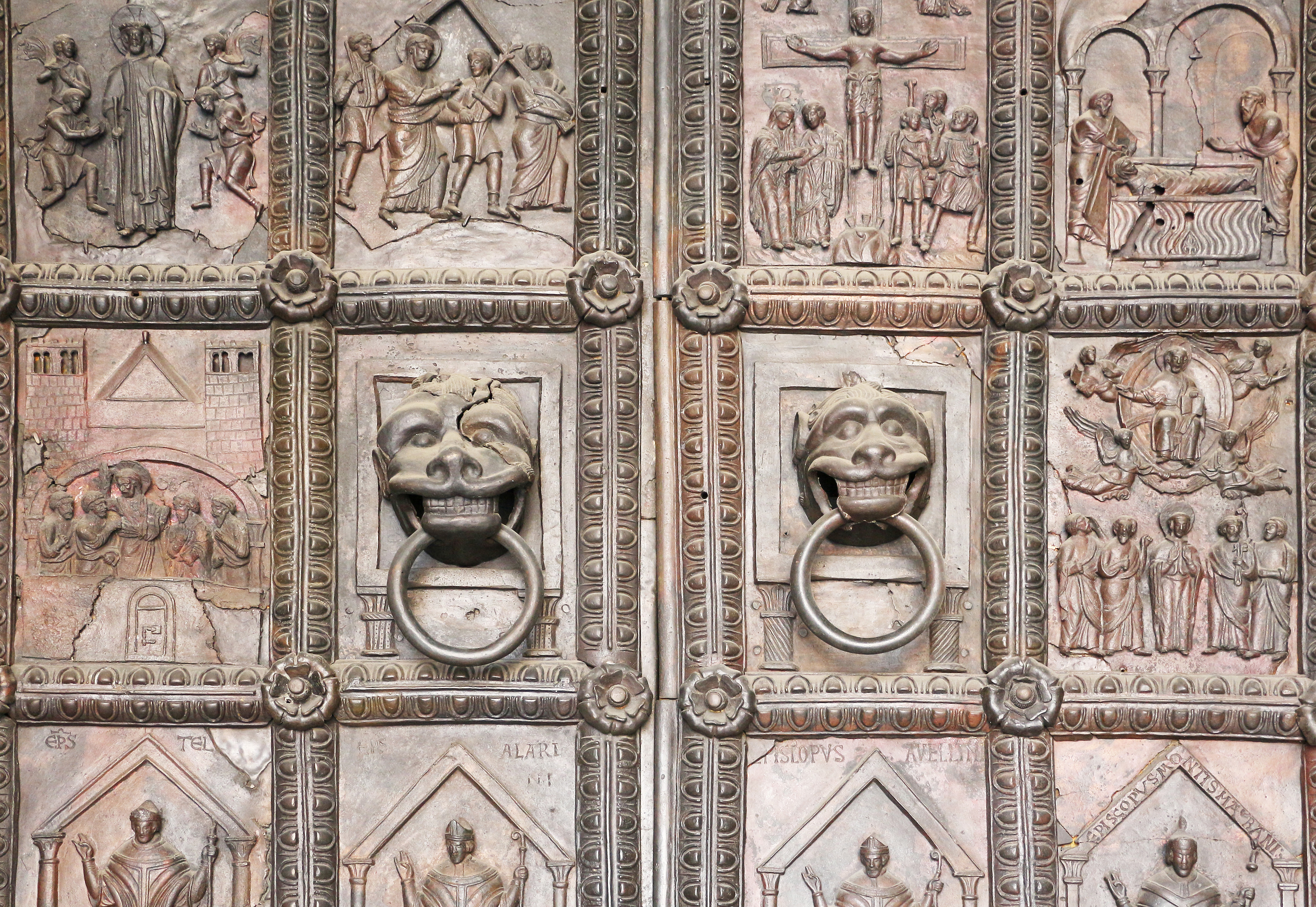
Poarta de bronz a catedralei (secolul al XII-lea)

Catedrala din Benevento, cu hramul Adormirea Maicii Domnului, este un monument de arhitectură romanică din Italia. Edificiul a fost în mare parte distrus de bombardamentele aliate din 12 și 14 septembrie 1943 și reconstruit în anii 1960. Din perioada romanică se păstrează fațada de vest.